# 2-step garage
2-step garage, o simplemente 2-step, es un género de música electrónica de baile británico, y uno de los principales subgéneros del UK garage.

## Características
El nombre "2 step" es una categoría que se utiliza para definir de forma genérica "cualquier tipo de ritmos irregulares y nerviosos que no se ajustan al tradicional 4-to-the-floor del UK garage clásico".
Una de las principales características de este estilo es la estructura atípica del bombo en el patrón rítmico. Mientras que la mayor parte de la música de baile utiliza un four-on-the-floor típico, el 2 step solo cuenta con un golpe de bombo en el primer y tercer tiempo del compás, y se suele combinar con otros elementos de la percusión en tresillo o bien ritmos tocados con shuffle. Este ritmo consigue crear un efecto "espasmódico, una sensación de funk tambaleante", que no se encuentran en el house o el techno. Aunque la presencia de solo dos golpes de bombo por compás pueda dar sensación de lentitud comparado con el 4x4 tradicional, la tensión se mantiene gracias al uso de la caja (snare) tocada a destiempo, la construcción de ritmos jugando apropiadamente con la acentuación o el golpe violento del parche en determinados momentos. Además, juega un papel vital el uso sincopado de la línea de bajo o de otros instrumentos. La diferencia entre el patrón rítmico del 2 step y el house se puede observar a continuación:
Two Step:
| Kick:  | X | – | X | – | – | X | – | – |
| Snare: | – | – | – | X | – | – | X | – |

House:
| Kick:  | X | – | X | – | X | – | X | – |
| Snare: | – | – | X | – | – | – | X | – |

Las líneas de bajo del 2 step tienen mucho en común con otros estilos que son considerados como precursores directos de este así como del UK garage, como el drum and bass y el jungle. Las vocales de 2 step suelen ser femeninas y similares a las del R&B, aunque también guardan relación con la tradición del hardcore mantenida por el drum and bass. Es muy característico del 2 step, por otra parte, la manipulación por el productor de las vocales, hasta el punto de que se ha llegado a considerar a las voces así troceadas y cambiadas como otro elemento más de la percusión de los temas.
Los críticos también han notado las influencias del hip hop, y el drum and bass, particularmente el subgénero techstep.

## Historia
El 2 step surgió a mediados de los años 1990 como un subestilo del jungle, siendo reproducido en las radios piratas inglesas normalmente en contraposición, aunque seguramente como desarrollo, del speed garage (que sí guarda la forma rítmica del 4x4). El 2 step se programaba en la radio, inicialmente, en los momentos "sensibles", como el sábado por la mañana o en las tardes del domingo. Pero una vez que el estilo empezó a ganar popularidad, comenzaron a aparecer noches dedicadas por entero al 2 step, especialmente en Londres. 
En 1999 y 2000, el 2 step alcanzó su máxima popularidad, consiguiendo cierto éxito comercial. Uno de los mayores éxitos comerciales de la época fue "Re-rewind", de Artful Dodger junto al vocalista de R&B Craig David. A partir de 2000, el género empezó a declinar en popularidad y fue dejando de programarse progresivamente.